# Héctor Enrique Valdez Diaz
Héctor Enrique Valdez Diaz est un juge mexicain reconnu coupable de trafic de drogues et de meurtre.

## Biographie

### Meurtre de Georgina Tapia Granados
Georgina Tapia Granados, psychologue employée au tribunal de Chihuahua, est assassinée le 3 septembre 2018 dans le quartier de Lomas del Santuario de Chihuahua, par plusieurs hommes armés. Héctor Enrique Valdez Diaz est arrêté le 14 décembre 2018 en raison d'un mandat d'arrêt,.
Le 10 février 2021, il est condamné à 25 ans de prison et à devoir payer 1 500 000 $ de réparations, de même que ses deux complices Edgar Manuel García Anchondo et Raúl Gaspar Ortega Soto. Il est reconnu coupable de trafic de drogues et de meurtre. Il avait en effet déjà été arrêté pour possession de marijuana et de méthamphétamine.